# AVE.com
AVE.com war eine Charterfluggesellschaft mit Sitz in Schardscha in den Vereinigten Arabischen Emiraten und Basis auf dem Flughafen Schardscha.

## Flotte
Mit Stand Juni 2013 bestand die Flotte der AVE.com aus einem Flugzeug:
- 1 Boeing 737-200